# Svartlidtjärnen (Stensele socken, Lappland)
Svartlidtjärnen är en sjö i Storumans kommun i Lappland och ingår i Umeälvens huvudavrinningsområde. Sjön har en area på 0,143 kvadratkilometer och ligger 553 meter över havet.

## Delavrinningsområde
Svartlidtjärnen ingår i det delavrinningsområde (719749-157517) som SMHI kallar för Mynnar i Fäbodbäcken. Medelhöjden är 554 meter över havet och ytan är 5,77 kvadratkilometer. Det finns inga avrinningsområden uppströms utan avrinningsområdet är högsta punkten. Vattendraget som avvattnar avrinningsområdet har biflödesordning 4, vilket innebär att vattnet flödar genom totalt 4 vattendrag innan det når havet efter 250 kilometer. Avrinningsområdet består mestadels av skog (76 procent) och sankmarker (15 procent). Avrinningsområdet har 0,14 kvadratkilometer vattenytor vilket ger det en sjöprocent på 2,5 procent.